# Eunica evelide
Eunica evelide är en fjärilsart som beskrevs av Bates 1864. Eunica evelide ingår i släktet Eunica och familjen praktfjärilar. Inga underarter finns listade i Catalogue of Life.